# Liudmila Vauchok
Liudmila Vauchok (19 de junio de 1981) es una deportista bielorrusa que compitió en esquí de fondo adaptado y remo adaptado. Ganó ocho medallas en los Juegos Paralímpicos de Invierno en los años 2006 y 2010, y dos medallas en los Juegos Paralímpicos de Verano en los años 2008 y 2012.

## Palmarés internacional
| Juegos Paralímpicos | Juegos Paralímpicos | Juegos Paralímpicos | Juegos Paralímpicos      |
| Año                 | Lugar               | Medalla             | Prueba                   |
| ------------------- | ------------------- | ------------------- | ------------------------ |
| 2006                | Turín (Italia)      | Medalla de oro      | 10 km silla de esquí     |
| 2006                | Turín (Italia)      | Medalla de plata    | 2,5 km silla de esquí    |
| 2006                | Turín (Italia)      | Medalla de plata    | 5 km silla de esquí      |
| 2006                | Turín (Italia)      | Medalla de plata    | 3 × 2,5 km clase abierta |
| 2010                | Vancouver (Canadá)  | Medalla de oro      | 5 km sentado             |
| 2010                | Vancouver (Canadá)  | Medalla de oro      | 10 km sentado            |
| 2010                | Vancouver (Canadá)  | Medalla de bronce   | 1 km velocidad sentado   |
| 2010                | Vancouver (Canadá)  | Medalla de bronce   | 3 × 2,5 km clase abierta |

| Juegos Paralímpicos | Juegos Paralímpicos   | Juegos Paralímpicos | Juegos Paralímpicos   |
| Año                 | Lugar                 | Medalla             | Prueba                |
| ------------------- | --------------------- | ------------------- | --------------------- |
| 2008                | Pekín (China)         | Medalla de plata    | Scull individual AW1x |
| 2012                | Londres (Reino Unido) | Medalla de bronce   | Scull individual AS   |